# Arachnopusiidae
Famille
Les Arachnopusiidae sont une famille de Bryozoaires de l'ordre des Cheilostomatida.

## Liste des genres
Selon World Register of Marine Species (19 janvier 2025) :
- genre Arachnopusia Jullien, 1888
- genre Brendella Gordon, 1989
- genre Briarachnia Gordon, 1984
- genre Poricella Canu, 1904
- genre Trilaminopora Moyano, 1970